# Burwell (Nebraska)
Burwell – miasto w Stanach Zjednoczonych, w stanie Nebraska, siedziba administracyjna hrabstwa Garfield.